# Lucinda Childs
Lucinda Childs (Nova York, 26 de juny de 1940) és una ballarina, actriu i coreògrafa de dansa postmoderna, o d'un estil de dansa contemporània de vegades descrit com a "dansa conceptual", que ha renovat l'escena contemporània.
Va començar la seva carrera al Judson Dance Theatre el 1963, on va coreografiar tretze obres i va participar en diferents coreografies d'Yvonne Rainer, Steve Paxton i Robert Morris. El 1973 va formar la seva pròpia companyia de ball, amb la qual ha creat més de cinquanta obres. El 1976 va col·laborar amb Robert Wilson i Philip Glass en l'òpera, Einstein a la platja, feina per la qual va rebre un premi Village Voice Obie. Va rebre també una beca Guggenheim el 1979 per la seva col·laboració,a Dance, amb música de Philip Glass.
Des de 1981, ha coreografiat més de trenta obres per a grans companyies de ballet, com ara el Ballet de l’Opera de París, Els Ballets de Montecarlo, el Ballet de l'Opera de Lió, el Pacific Northwest Ballet, el Ballet de l'Opera de Berlín o la White Oak Dance Company de Baryshnikov, i per a teatres com l'Opera de Los Angeles, Opera del Rhin, La Monnaie de Brussel·les... Entre les obres que ha coreografiat hi ha, per exemple, Orfeo ed Euridice, de Gluck, Zaide, de Mozart, Le Rossignol, d'Stravinsky, Farnace, de Vivaldi, Alessandro, de Haendel.
Les seves coreografies són conegudes pels seus moviments minimalistes i les complexes transicions, transformant els moviments més lleus en intricades obres mestres coreogràfiques. Incorpora text a les seves coreografies, per exemple a Street Dance (1964) un monòleg explica de què va la coreografia i explica a més els moviments. És valorada i imitada per la seva habilitat d'experimentació i el seu estil únic usant patrons i repeticions. Ha col·laborat en obres teatrals i operístiques que han renovat l'escena contemporània.

## Premis i distincions
El 2009 va rebre el Premi Bessie a la realització de tota la vida. També va ser guardonada pel govern francès, que el 2004 la va designar comandant de l’Ordre d’Arts i Lletres de França. Va rebre el premi NEA / NEFA American Masterpiece Award. A la Biennal de Dansa de Venècia del 2017 va rebre el Lleó d’Or pels seus èxits de tota la vida.